# Tom McWilliam
Tom Eric McWilliam (9 de mayo de 1967) es un deportista irlandés que compitió en vela en la clase Star. Ganó una medalla de bronce en el Campeonato Europeo de Star de 1992.

## Palmarés internacional
| \| Campeonato Europeo \| Campeonato Europeo \| Campeonato Europeo \| Campeonato Europeo \| \| Año \| Lugar \| Medalla \| Clase \| \| ------------------ \| ------------------ \| ------------------ \| ------------------ \| \| 1992 \| Hyères (Francia) \| Medalla de bronce \| Star \| |                  |                   |       |
| Campeonato Europeo |                  |                   |       |
| Año | Lugar            | Medalla           | Clase |
| 1992 | Hyères (Francia) | Medalla de bronce | Star  |